# 田中基幹
田中 基幹（たなか もとよし、1962年9月26日 - ）は、日本の医師、医学者。岡山県出身。専門は泌尿器科・腫瘍内科。医学博士（北海道大学）
よどやばしメディカルクリニック 院長、三重大学医学部臨床教授、第8回日本泌尿器科学会賞受賞

## 学歴
- 1981年：岡山県立岡山芳泉高等学校卒業
- 1988年：旭川医科大学医学部医学科卒業
- 1997年：北海道大学大学院医学研究科外科系泌尿器科学専攻修了

## 職歴
- 1988年：北海道大学医学部附属病院
- 1993年：北海道大学医学部癌研究施設分子遺伝部門
- 1997年：米国テキサス大学M.D. Anderson Cancer Center Department of Urology ポストドクターフェロー／インストラクター
- 2002年：奈良県立医科大学医学部泌尿器科教室 助手
- 2004年：奈良県立医科大学医学部泌尿器科教室 講師
- 2006年：近畿大学医学部泌尿器科教室 講師
- 2007年：昭和大学歯学部兼任講師
- 2009年：中外製薬株式会社メディカルサイエンス部 部長、東京女子医科大学医学部非常勤講師
- 2010年：中外製薬株式会社臨床企画推進部 部長、順天堂大学医学部非常勤講師
- 2011年：中外製薬株式会社ライフサイクルマネージメント1部 部長
- 2012年：銚子市立病院 副院長・診療部長
- 2013年：宇治病院 副院長・泌尿器科部長
- 2013年：伊賀市立上野総合市民病院 副院長・地域集学治療センター長
- 2014年：三重大学医学部臨床教授
- 2018年：よどやばしメディカルクリニック 院長　診療科目 内科・泌尿器科・腫瘍内科・緩和ケア

## 学会活動
出典
- 日本泌尿器科学会[4]（ボーティングメンバー）
- 日本癌治療学会
- 日本癌学会
- 日本臨床腫瘍学会
- 日本内科学会
- 日本放射線腫瘍学会[5]
- 日本統合医療学会
- 日本透析医学会[6]
- 日本泌尿器内視鏡学会[7]
- 日本緩和医療学会
- 日本性機能学会[8]
- 日本渡航医学会[9]
- 日本旅行医学会
- 米国癌学会 (AACR : American Association for Cancer Research)[10]
- 米国泌尿器科学会 (AUA : American Urological Association)[11]